# Загорново
Заго́рново (рос. Загорново) — присілок у складі Богородського міського округу Московської області, Росія.

## Населення
Населення — 119 осіб (2010; 104 у 2002).
Національний склад (станом на 2002 рік):
- росіяни — 95 %